# Jørgen Knudsen
Jørgen Knudsen (født 22. marts 1926, død 1. september 2017) var en dansk højskolelærer og forfatter, der fra begyndelsen af 1980'erne til 2004 skrev en omfattende ottebinds monografi om Georg Brandes. Det samlede værk fylder mere end 2700 sider.

## Biografi
Jørgen Knudsen var søn af Helge Knudsen, som var korrespondent for Berlingske Tidende i Berlin under det nazistiske regime. Jørgen Knudsen blev sendt hjem til Danmark for at få studentereksamen på Herlufsholm og blev senere mag.art. i litteraturhistorie. Med denne baggrund blev Knudsen ansat som dansk lektor på Bonn Universitet i 1950'erne.. Da han vendte hjem til Danmark, blev han anmelder for Information. Han fik ansættelse på Askov Højskole, men brød sammen med andre utilfredse lærere med denne i 1972, hvor han var medstifter af Kolding Højskole, som han var forstander for indtil 1977.. I årene 1997-2000 var Jørgen Knudsen præsident (formand) for den danske afdeling af forfattersammenslutningen PEN International. Senere blev han mangeårig formand for Brandes Selskabet og æresdoktor ved Københavns Universitet. Han blev tildelt livsvarig ydelse fra Statens Kunstfond.